# Elattostachys venosa
Elattostachys venosa är en kinesträdsväxtart som beskrevs av Albert Charles Smith. Elattostachys venosa ingår i släktet Elattostachys och familjen kinesträdsväxter. Inga underarter finns listade i Catalogue of Life.